# Dwór w Zarybiu
Dwór w Zarybiu – zbudowany w latach 1930–1933 według projektu Juliusza Dzierżanowskiego na zlecenie Janusza Regulskiego w miejscowości Żółwin, przy Podkowie Leśnej. Powstał w efekcie przebudowy dwóch niewielkich domków. W czasie II wojny światowej został przekształcony przez Halinę Regulską na pensjonat pomagający polskiemu podziemiu.

## Historia
W 1923 r. Janusz Regulski kupił dwumorgową działkę na skraju kompleksu Lasów Młochowskich o nazwie Zarybie, będącą częścią parku krajobrazowego z XX wieku. Dzięki temu powrócił w okolice, skąd pochodziła jego rodzina, czego ślad pozostał w nieodległej od Zarybia nazwie miejscowości Reguły. Pałac został zbudowany w latach 1930–1933 na podstawie projektu Juliusza Dzierżanowskiego dla rodziny Regulskich. Wkrótce Regulski zakupił więcej ziemi, toteż dwie morgi rozrosły się do 40 hektarów. 
W czasie trwania II wojny światowej został przekształcony w pensjonat przez żonę Janusza, Halinę Regulską. Dwór zapewnił schronienie wysiedlonymi naukowcami z Uniwersytetu Poznańskiego, niektóre z tych osób mieszkały przez cały okres wojny w Zarybiu. Pod osłoną pensjonatu mogli w nim przebywać goście zupełnie "innego rodzaju". Stał się jednym z ośrodków konspiracji, zaraz po powstaniu warszawskim, a także miejscem schronienia dziesiątków uciekinierów z Warszawy. Chronili się tu ludzie podziemia ukrywający się lub mający do wykonania określone zadania w tej okolicy, czasem przebywali tu ci po prostu zmęczeni i pragnący wytchnienia. W Zarybiu przebywali Zofia Korbońska i Stefan Korboński, rodzina pułkownika Porwita, Jerzy Iłłakowicz, a także młody człowiek, którym okazał się Czesław Miłosz.
W 1959 roku Zarybie zostało sprzedane, z powodu represji komunistycznych, a Regulscy zamieszkali w Warszawie. 

## Stan obecny
Dwór zachował się w bardzo dobrym stanie, obecnie pełni funkcję seminarium Kościoła Adwentystów Dnia Siódmego.

## Opis architektury

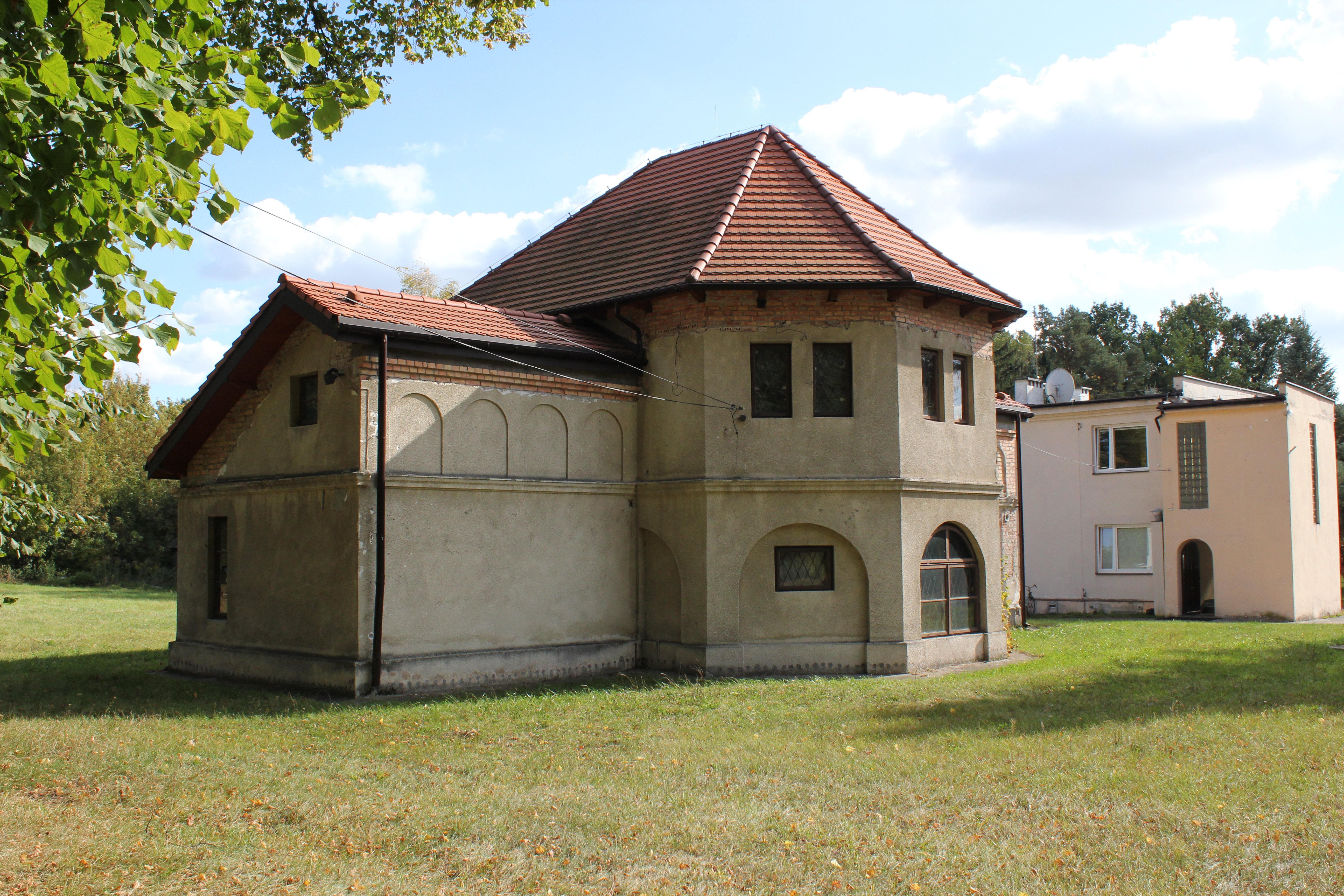
Spichlerz znajdujący się na terenie dworku, zdjęcie z 2012 r.

W skład dworu wchodzi zabytkowy ogród, spichlerz oraz budynek główny. 
Budynek powstał dzięki połączeniu dwóch niewielkich domków pierwotnie stojących na tym terenie, świadczyć o tym mogą umiejętnie zatarte nierówności w konstrukcji wzniesionego w latach dwudziestych budynku. Dworek ma charakter architektoniczny barokowo-klasycystyczny. Jest rozpostarty na wydłużonym nieregularnym planie. Dworek jest piętrowy, podpiwniczony z mieszkalnym poddaszem – łącznie czterokondygnacyjny. Pośrodku elewacji frontowej występuje ośmiokolumnowy joński portyk, wysunięty półkoliście do przodu, podtrzymuje on taras pierwszego pietra, nad którym w zwieńczeniu dachu umieszczono herb rodzinny Regulskich, Ciołek. Układ wnętrz jest dwutraktowy rozdzielony korytarzem, na osi wielki hol z klatką schodową. Budynek przykrywa dach czterospadowy, kryty dachówką, łamany nad częścią środkową. 
40 hektarów ziemi, na której znajdował się dworek potrzebował pielęgnacji, toteż projektem ogrodu zajął się prezes Towarzystwa Ogrodniczego Warszawskiego, inż. Leon Danielewicz. Zaprojektowany ogród przypominał ogrody francuskie – podjazd z klombem kwiatowym, półkoliste linie ścieżek, symetrycznie położone trawniki, i różana altanka, która wraz z żywopłotem oddzielać miała reprezentacyjną część od zabudowań gospodarczych.